# ハルファス

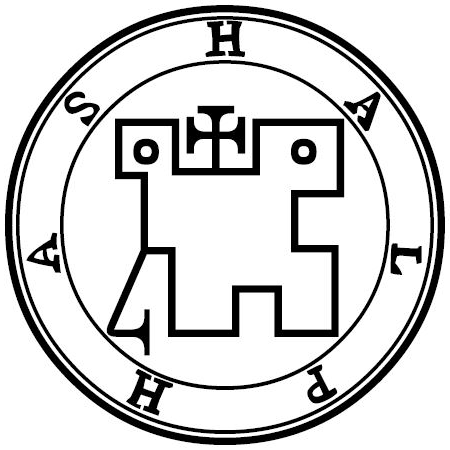
『ゴエティア』に描かれたハルファスのシジル

ハルファス (Halphas) は、悪魔学における悪魔の一人。ハルパス (Halpas)、マルサス (Malthus, Malthas, Malthous)とも呼ばれる。

## 概説
『ゴエティア』では72人の魔神の一人で、序列38番の地獄の伯爵である。『悪魔の偽王国』および『ゴエティア』によると26の軍団を率いるという。
召喚されると、ヒメモリバトまたはコウノトリの姿で現れ、しわがれた声で話すという。塔、あるいは町を建設し、武器弾薬で満たす力を持つ。また、軍勢を命じられた場所に送り込むこともできる。
共通する権能を持つことから、同じく『悪魔の偽王国』および『ゴエティア』で列挙されるマルファスという名の悪魔と同一視されることがある。